# Liphistius tioman
Liphistius tioman is een spinnensoort uit de familie Liphistiidae. De soort komt voor in Maleisië.